# دانشکده مهندسی عمران و معماری دانشگاه آزاد قزوین
رشته معماری در سال ۱۳۷۴ در دانشگاه آزاد اسلامی واحد قزوین تأسیس گردید. با توجه به افزایش روز افزون تعداد دانشجویان این رشته دانشکده عمران و معماری در فضای دانشگاه آزاد منطقه باراجین استان قزوین تأسیس گردید و در نیم سال دوم ۷۹-۸۰ مورد بهره‌برداری قرار گرفت.
در حال حاضر این دانشگاه دارای ۱۴۶ استاد می‌باشد که ۳۰ نفر از اساتید عضو هیأت علمی هستند. ریاست فعلی دانشکده عمران و معماری بر عهده دکتر حسین سلطانزاده است . این دانشکده در حال حاضر در مقطع کارشناسی ارشد شهرسازی از اساتید بزرگی چون دکتر طبیبیان - دکتر شیعه - دکتر سیمون آوازیان - دکتر حبیبی بهره می برد .  

## مقاطع تحصیلی موجود
در حال حاضر رشته‌های عمران، معماری و شهرسازی در این دانشکده در مقاطع کاردانی، کارشناسی، کارشناسی‌ارشد پیوسته و ناپیوسته دایر می‌باشد که به دو صورت پاره‌وقت و تمام‌وقت ارائه شده‌است.